# Inge Sandahl
Inge Lennart Sandahl, född 3 juni 1941 i Växjö församling i Kronobergs län, död 8 juli 2017, var en svensk militär.

## Biografi
Sandahl avlade officersexamen vid Krigsskolan 1964 och utnämndes samma år till fänrik vid Kronobergs regemente, där han befordrades till kapten 1972. Han befordrades till major 1975 och var lärare vid Militärhögskolan 1977–1980. År 1983 befordrades han till överstelöjtnant, varpå han var infanteribefälhavare vid Karlskrona fästning 1983–1986. Åren 1986–1997 tjänstgjorde han vid Kronobergs regemente: som sektionschef 1986–1993, som stabschef 1993–1997 samt som tillförordnad regementschef under 1993 och under 1997.